# Норсгор-Йёргенсен, Эмма
Эмма Сесили Норсгор Бьерг (дат. Emma Cecilie Norsgaard Bjerg, урождённая Йёргенсен (дат. Jørgensen), род. 26 июля 1999, Силькеборг, Орхус) — датская велогонщица, выступавшая в 2022 году за женскую команду UCI WorldTeam, Movistar Team.

## Спортивная карьера
В 2016 году Эмма Норсгор Йёргенсен в 16 лет стала чемпионкой Дании по элитным шоссейным велогонкам. В следующем году она добилась ещё большего успеха в юниорской категории: она заняла второе место в групповой шоссейной гонке Чемпионата мира. Она заняла 16-е место в индивидуальной гонке с раздельным стартом после того, как её собственный велосипед не был одобрен комиссией за несколько минут до начала гонки, и ей пришлось начинать гонку на велосипеде, одолженном у Сесили Уттруп Людвиг. На чемпионате Европы по шоссейному велоспорту она завоевала серебро в групповой гонке и бронзу в индивидуальной гонке с раздельным стартом, а также стала чемпионкой страны среди юниоров в индивидуальной гонке. Она также занимается трековым велоспортом.
С 2018 года Эмма Йёргенсен выступала в профессиональной команде Cervélo Bigla, продлив контракт в октябре. В том году она заняла второе место в гонке Хроно Наций. В 2019 году она заняла пятое место в гонке с раздельным стартом на чемпионате Европы 2019 года, став во второй раз чемпионкой Дании по шоссейным гонкам. Она заняла седьмое место в индивидуальной гонке с раздельным стартом на чемпионате мира по шоссейным велогонкам 2020 года в Имоле. В 2021 году она выиграла Гран-при Эльзи Якобс, победила на одном из этапов Тура Тюрингии и Джиро Роза.
На пятом этапе женского Тур де Франс 2022 года Эмма Норсгор попала в завал в пелотоне и получила травму ключицы.

## Личная жизнь
Эмма Норсгор — младшая сестра Матиаса Йёргенсена, профессионального велогонщика из команды Movistar Team. В 2021 году Эмма Норсгор вышла замуж за велогонщика Миккеля Бьерга.

## Достижения
2016
 Чемпионат Дании — групповая гонка
6-я на Чемпионат мира — групповая гонка U19
2017
 индивидуальной гонке, Чемпионат Дании по шоссейному велоспорту
2-я на Чемпионат мира — групповая гонка U19
2-я на Чемпионат Европы — групповая гонка U19
3-я на Чемпионат Европы — индивидуальная гонка U19
3-я на общем зачёте Хэлфи Агинг Тур U19
2018
2-я на Чемпионат Дании — групповая гонка
2-я на Хроно Наций
2020
 групповой гонке, Чемпионат Дании по шоссейному велоспорту
1-й этап на Setmana Ciclista Valenciana
3-я на Омлоп ван хет Хегеланд
2021
 Чемпионат Дании — групповая гонка
Фестиваль Эльзи Якобс
1-я в генеральной классификации
1-я в очковой классификации
1-я в молодёжной классификации
1-й и 2-й этапы
6-й этапе Джиро Роза
2-я на Омлоп Хет Ниувсблад
2-я на Ле-Самен
2-я на Схелдепрейс
Хэлфи Агинг Тур
3-я в генеральной классификации
1-я в молодёжной классификации
Тур Тюрингии
3-я в генеральной классификации
1-я в молодёжной классификации
1-й этап
6-я на Париж — Рубе Фемм
8-я на Нокере Курсе
9-я на Гент — Вевельгем
2022
1-я на Ле-Самен
2-я на Омлоп ван хет Хегеланд
5-я на Гент — Вевельгем
6-я на Омлоп Хет Ниувсблад
6-я на Классика Брюгге — Де-Панне